# Ходково
Ходково (пол. Chodkowo) — село в Польщі, у гміні Бодзанув Плоцького повіту Мазовецького воєводства.
Населення — 549 осіб (2011). 
З 1 січня 2021 року у селі міститься уряд гміни Бодзанув
Попри те, що з 1 січня 2023 року Бодзанув набув статусу міста, уряд гміни залишився у селі Ходково. Таким чином, гміна Бодзанув стала другою місько-сільською гміною Польщі (перша - гміна Нове Скальмежице), органи управління якої розташовано не у місті, а село Ходково - другим селом (перше - Скальмежице), у якому розташовано органи управління місько-сільської гміни.
Щоб виправити це, 1 січня 2024 року до меж Бодзанува було включено ряд ділянок площею 9,75 га з території села Ходково вздовж вулиці Банкової, зокрема і уряд гміни. Офіційна садиба гміни не була змінена, тож село Ходково формально й надалі залишається місцем розташування гміни Бодзанув, попри те, що садиба гміни, згідно кадастру знаходиться в межах міста Бодзанува з 2024 року.
У 1975-1998 роках село належало до Плоцького воєводства.

## Демографія
Демографічна структура станом на 31 березня 2011 року:
|          | Загалом | Допрацездатний вік | Працездатний вік | Постпрацездатний вік |
| -------- | ------- | ------------------ | ---------------- | -------------------- |
| Чоловіки | 262     | 65                 | 167              | 30                   |
| Жінки    | 287     | 69                 | 157              | 61                   |
| Разом    | 549     | 134                | 324              | 91                   |